# Gonosztevő
A gonosztevő (szinonimák: ellenség, ellenfél, antagonista, gazember, gazfickó, rosszfiú vagy egész egyszerűen csak gonosz) egy mű (pl. film, televíziós sorozat, könyv, videójáték) kitalált szereplője, aki a hős ellentéte. Míg a hősre a bátorság és a jó cselekedetek elkövetése a jellemző, addig a gonosztevő rosszat cselekszik, és a hős útját állja, amely a történet hajtó erejének számít. A történetek során a gonosztevő egy erős személy, aki valamilyen rossz cselekedettel hatással volt a hős életére, és a hősnek le kell őt győznie. A hős a történetek során számos akadállyal kerül szembe, míg eléri a gonosztevőt. A történetek végén párbaj alakul ki kettejük között, melyből a hős kerül ki győztesen. (Kivételek is akadnak, amikor a mű végén ideiglenesen a gonosztevő győz, de ez a helyzet leginkább a hosszabb, több részből álló filmekre vonatkozik.)
A Random House Unabridged Dictionary szerint a gonosztevő "olyan kegyetlenül elvetemült személy, aki a gonoszságnak vagy a bűnnek szenteli az életét, vagy egy szereplő egy színjátékban, regényben és a hasonlókban, aki egy fontos gonosz ügynökség része".
A klasszikus irodalomban a gonosztevők általában nem hasonlítottak a modern/posztmodern kor gonosztevőire. Így ezekben a művekben a hős és a gonosztevő közötti különbség nem szembetűnő.

Egy gonosztevő sztereotip és közhelyes ábrázolása, nagyon gyakori a 20. század eleji némafilmekben és melodrámákban

## Etimológia
A gonosztevő szó angol megfelelője, a villain az ófrancia vilain szóból ered, amely a latin vilanus szóból származik. A vilain szóból később villein lett, amely egy nem lovagias, udvariatlan személyre utalt. Bármely tevékenység, ami gonosznak számított (pl. árulás, nemi erőszak) elkezdték a gonosztevőkhöz kapcsolni, így alakult ki a szó mai jelentése. Továbbá a villein kifejezés a bántalmazás egyik kifejezése lett, így alakult ki a szó modern jelentése. A magyar "gonosztevő" szó összetett főnév, a "gonosz" és a "tevő" szavak összekapcsolása.

## A gonosztevők fajtái
A tündérmese műfaja a gonosztevőket kulcsfiguraként használja a történet szálainak mozgatásaihoz és a hős kalandjának befolyásához. 

### A csaló
A csaló egy olyan gonosztevő, aki trükközést, csalást használ terve megvalósításához. A csaló gyakran jóságos személynek álcázza magát a főszereplő (vagy a hozzá kapcsolódó személyek) számára, és ajánlatot tesz nekik. Ez az ajánlat rövid távú megoldást vagy elégedettséget nyújt azok számára, akik elfogadják, a gonosztevő számára pedig hosszú távú elégedettséget. A történet végére a hősnek ki kell találnia valamit, hogy megsemmisítse az ajánlatot a gonosz legyőzése érdekében.
Hasonlóan, az Ördög karaktere is tesz egy ajánlatot a főszereplőnek (vagy a hozzá kapcsolódó személyeknek), amely megfelel az ő vágyaiknak. Az Ördög viszont nem rejti el a szándékát a főszereplők elől. A történet ezután a hős utazását követi, aki megpróbálja megsemmisíteni az ajánlatot, mielőtt bármi baj történne.

### A szörnyeteg
A szörnyeteg egy olyan szereplő, aki pusztítással követ el gonoszságot, az ösztöneire hallgatva. Következményeinek gonosz szándéka hamar beazonosítható, mivel nem törődik mások testi épségével. A pusztító gonosztevő egy nagyon erős személy alakját öltheti magára, vagy egy romboló szörnyetegét, így egyike a legveszélyesebb gonosz karaktereknek, a pusztítás iránti hajlandóságuk miatt.

### Befolyásos személy
A befolyásos személy az, akinek holott már van ereje és hatalma, mindig többet szeretne. Leginkább uralkodók vagy üzletemberek formájában jelennek meg (de ide tartoznak a korrupt rendőrök, katonatisztek, politikusok is). Céljuk az, hogy a cégük, a nemzetük vagy a világ felett uralkodjanak, misztika vagy manipuláció által. Általában a saját önzése, büszkesége és arroganciája győzi le ezt a gonosztevőt. 

### Az áruló
Az áruló az, aki a csalás és a manipuláció kihangsúlyozásával éri el céljait. Gyakran ajánlatot tesznek, vagy információt szolgáltatnak a főszereplő ellenfeleinek, hogy megállítsák a főszereplőt, általában a saját szabadságukért vagy biztonságukért cserébe. Az áruló céljai, bár nem mindig gonoszak, de a tevékenységek, amelyeket elkövetnek céljuk elérése érdekében, gonosznak számítanak.

## A hős ellentéte
A gazemberek a fikcióban a hősök ellentéteként szolgálnak, illetve olyan akadályként, amelyen a hősnek túl kell jutnia.
Egyes gonoszok kívánságokat is teljesítenek, melynek hatására egyes olvasók vagy nézők sokkal jobban azonosulnak velük, mint a hősökkel. Emiatt egy ígéretes gonosztevőnek olyan karakterisztikát kell adni, amely magyarázatot nyújt a rossz cselekedeteikre, illetve megfelelő ellenfele a hősnek. Roger Ebert filmkritikus szerint "a filmek annyira jók, mint a gonosztevői. Mivel a hősök filmről filmre ugyanazok lehetnek, csak egy remek gonosz tudja a jó próbálkozást győzelemre vinni."

## További fajták

### Szupergonosz
A szupergonosz vagy szuperbűnöző (angolul supervillain, supercriminal) olyan gonosztevő, aki szuperképességekkel rendelkezik. Példák: Lex Luthor, Joker.

### "Anti-gonosztevő"
Az "anti-gonosztevő" (angolul anti-villain) az antihős ellentéte. Olyan karakterre utal, akinek bár a szándékai jók, és jól szeretne cselekedni, mégis erkölcstelen, gonosz módon váltja valóra azokat. Bár általában önző emberek, mégis összefognak a hőssel, ha épp nincsenek konfliktusban. Példák: Thanos (Marvel), Draco Malfoy.

### Gonosz főszereplő
A gonosz főszereplő (protagonist villain) egy adott történet főszereplője, aki a legtöbb főszereplőtől eltérően nem hősies/jó.  Ő áll a történet középpontjában, illetve ő viszi előre a cselekményt, de nem hősies és jó természetű. 
Példák: Walter White.